# こども風土記
『こども風土記』（こどもふどき）は、1957年4月13日から1959年4月1日までNHKテレビ → NHK総合テレビが編成したテレビドラマ放送枠である。

## 概要
毎回子供向けの単発ドラマと、2回から4回程度の短編ドラマを放送した枠である。番組制作はNHK大阪放送局とNHK名古屋放送局が交互に担当した。1959年春の改編で『こどもホール』へとリニューアルした。

## 編成時間
いずれも日本標準時。
- 土曜 18:10 - 18:40 （1957年4月13日 - 1958年4月5日）
- 水曜 18:10 - 18:40 （1958年4月9日 - 1959年4月1日）

## 放送作品一覧
| 作品名                    | 初回放送日     | 最終回放送日 |
| ------------------------- | -------------- | ------------ |
| 梨の花と小坊主            | 1957年4月13日  |              |
| 竹の子童子                | 1957年4月27日  |              |
| あんぽんたんとお化け鎧    | 1957年5月11日  |              |
| かくれみの                | 1957年5月18日  |              |
| つばめと大黒様            | 1957年5月25日  |              |
| アリババ物語              | 1957年6月1日   |              |
| 十太と五市                | 1957年6月8日   |              |
| 白鳥になったつぼ          | 1957年6月15日  |              |
| 馬子唄弁天                | 1957年6月22日  |              |
| カッパとネムの花          | 1957年6月29日  |              |
| ピアノと海と少年と        | 1957年7月6日   |              |
| 入道雲                    | 1957年7月20日  |              |
| 桃太郎物語 桃井太郎君の夢 | 1957年7月27日  |              |
| 飛騨のかっぱ              | 1957年8月3日   |              |
| 不思議な花笠              | 1957年8月10日  |              |
| 青い空                    | 1957年8月17日  |              |
| 村の船着場                | 1957年8月24日  |              |
| 養老の滝の物語            | 1957年9月7日   |              |
| 子象ババルの物語          | 1957年9月14日  |              |
| 心のこみち                | 1957年9月21日  |              |
| こうの鳥になった王様      | 1957年9月28日  |              |
| くすのき村の天狗様        | 1957年10月5日  |              |
| 水色の財布                | 1957年10月19日 |              |
| 牛若丸                    | 1957年10月26日 |              |
| 山の子のうた              | 1957年11月2日  |              |
| ちから彦と竜              | 1957年11月9日  |              |
| 氷の人                    | 1957年11月16日 |              |
| 初雪ぎつね                | 1957年11月23日 |              |
| 白鳥になったあひる        | 1957年11月30日 |              |
| トランプのジョーカー君    | 1957年12月7日  |              |
| 正太と山姫                | 1957年12月14日 |              |
| 雪おんばとこどもたち      | 1957年12月21日 |              |

| 作品名                 | 初回放送日     | 最終回放送日   |
| ---------------------- | -------------- | -------------- |
| 雪の女王               | 1957年12月28日 |                |
| 正月ぁええもんだ       | 1958年1月4日   |                |
| 虹を織る娘             | 1958年1月11日  | 1958年1月25日  |
| 山の子バンザイ         | 1958年2月1日   | 1958年2月22日  |
| がんばれ土管隊         | 1958年3月8日   |                |
| 沼と少年               | 1958年3月15日  |                |
| 春のショート・ケーキ   | 1958年3月29日  |                |
| かたろ横丁の探偵たち   | 1958年4月5日   |                |
| 金色の花               | 1958年4月9日   |                |
| 王様は竜が好き         | 1958年4月16日  |                |
| びんの小鬼             | 1958年4月23日  |                |
| ぼくの姉さん君の兄さん | 1958年4月30日  |                |
| 茂次の登校             | 1958年5月7日   |                |
| 青い風の妖精           | 1958年5月14日  |                |
| 赤ちゃんと雨笠         | 1958年5月28日  |                |
| 時計の歌               | 1958年6月4日   | 1958年6月11日  |
| 瓜子姫とアマンジャク   | 1958年6月18日  |                |
| ピンケルの冒険         | 1958年6月25日  |                |
| 風信器                 | 1958年7月2日   |                |
| きつねとかわうそ       | 1958年7月9日   |                |
| みつばちマーヤの冒険   | 1958年7月16日  | 1958年7月30日  |
| 絵のない絵本           | 1958年8月13日  |                |
| 山をわたる歌ごえ       | 1958年8月20日  | 1958年9月10日  |
| 天の虫かご             | 1958年9月17日  |                |
| 十五夜の月             | 1958年9月24日  |                |
| 三べんまわって         | 1958年10月1日  |                |
| わらしべ王子           | 1958年10月15日 | 1958年10月29日 |
| 一直線                 | 1958年11月5日  | 1958年11月26日 |
| きしめん物語           | 1958年12月3日  | 1958年12月24日 |
| ピノキオ               | 1959年1月7日   | 1959年1月28日  |
| 風の中のひとみ         | 1959年2月4日   | 1959年2月25日  |
| 太陽のこどもたち       | 1959年3月4日   | 1959年4月1日   |